# Эндерле, Жан
Жан-Жак (Жан) Альбер Эндерле (фр. Jean-Jacques Albert Enderle; 9 января 1920, Брюссель — 24 апреля 1976, Брюссель) — бельгийский хоккеист на траве, полузащитник и защитник. Участник летних Олимпийских игр 1948, 1952 и 1956 годов.

## Биография
Жан Эндерле родился 9 января 1920 года в бельгийском городе Брюссель.
В 16-летнем возрасте начал играть в хоккей на траве за «Расанте», в составе которого 11 раз становился чемпионом Бельгии и трижды выиграл Кубок страны.
В возрасте 17 лет дебютировал в сборной Бельгии.
В 1948 году вошёл в состав сборной Бельгии по хоккею на траве на летних Олимпийских играх в Лондоне, поделившей 7-9-е места. Играл в поле, провёл 4 матча, мячей (по имеющимся данным) не забивал.
В 1952 году вошёл в состав сборной Бельгии по хоккею на траве на летних Олимпийских играх в Хельсинки, поделившей 9-12-е места. Играл в поле, провёл 4 матча, мячей (по имеющимся данным) не забивал.
В 1956 году вошёл в состав сборной Бельгии по хоккею на траве на летних Олимпийских играх в Мельбурне, занявшей 7-е место. Играл в поле, провёл 3 матча, мячей не забивал.
Завершил игровую карьеру в 37-летнем возрасте.
В течение карьеры провёл за сборную Бельгии 78 матчей, сыграв последний из них в 1957 году.
В 1957 году был награждён золотой медалью за спортивные заслуги.
В 1936—1939 годах входил в школьный комитет Королевской хоккейной ассоциации Бельгии, в 1946—1956 годах был её медицинским советником. Занимал пост президента «Расанте».
Занимался медициной. К концу жизни заведовал кардиологическим отделением университетской больницы Бругман.
Умер 24 апреля 1976 года в Брюсселе из-за сердечного приступа во время игры в теннис.

## Семья
Отец — Поль Эндерле (?—1971), президент клуба «Расанте».

## Память
В течение 10 лет в чемпионате Бельгии по хоккею на траве вручали приз команде, забившей больше всего мячей, носивший имя Жана Эндерле. Восемь раз его выигрывал «Уккел», по разу «Расанте» и «Леопольд».